# Liste der Bodendenkmale in Steyerberg
In der Liste der Bodendenkmale in Steyerberg sind die Bodendenkmale der niedersächsischen Gemeinde Steyerberg aufgeführt. Die Quelle ist der Denkmalatlas Niedersachsen. 

Steyerberg im Landkreis Nienburg

Der Stand der Liste ist der 11. Januar 2025.

## Allgemein
In den Spalten finden sich folgende Informationen des Bodendenkmales:
Lagegeographische Koordinaten
BezeichnungBezeichnung lt. Denkmalatlas
BeschreibungBeschreibung lt. Denkmalatlas
IDObjekt-ID
BildBild, ggf. zusätzlich mit Link zu weiteren Fotos im Medienarchiv Wikimedia Commons.

## Bruchhagen
| Lage                        | Bezeichnung              | Beschreibung                                                                          | ID       | Bild |
| --------------------------- | ------------------------ | ------------------------------------------------------------------------------------- | -------- | ---- |
| 52° 33′ 49″ N, 8° 58′ 45″ O | Bruchhagen 36, Grabhügel | Durchmesser ca. 11 m und Höhe ca. 0,4 m, westliches Viertel abgetragen, Einkuhlungen. | 36838557 | BW   |

### Bruchhagen 11
- ID:38725836
- Grabhügelfeld.

| Lage                        | Bezeichnung   | Beschreibung                                                                               | ID       | Bild |
| --------------------------- | ------------- | ------------------------------------------------------------------------------------------ | -------- | ---- |
| 52° 33′ 25″ N, 8° 59′ 58″ O | Bruchhagen 11 | Durchmesser ca. 18 m und Höhe ca. 1 m, annähernd rund.                                     | 36283865 | BW   |
| 52° 33′ 26″ N, 8° 59′ 59″ O | Bruchhagen 12 | Durchmesser ca. 13 m und Höhe ca. 0,5 m, abgeflacht und gestört.                           | 36283845 | BW   |
| 52° 33′ 27″ N, 9° 0′ 0″ O   | Bruchhagen 13 | Durchmesser ca. 21 m und Höhe ca. 1,5 m, randlich gestört und von Pflanzfurchen überzogen. | 36283810 | BW   |

## Deblinghausen
| Lage                        | Bezeichnung               | Beschreibung | ID       | Bild |
| --------------------------- | ------------------------- | --- | -------- | ---- |
| 52° 35′ 19″ N, 8° 57′ 26″ O | Deblinghausen 2, Ringwall | Ovale Wallanlage, Länge ca. 250 m und größte Breite ca. 80 m und ca. 1,8 ha Flächeninhalt. Nördl. bzw. östl. Rand durch bogenförmigen Sandwall von ca. 15 – 20 m Breite und ca. 2,5 – 3,0 m Höhe geprägt, der im Nordwesten bis zu 3,9 m ansteigt. Am NW-Ende dieses Walles bis zum Rand der Aueniederung eine Wallücke, wohl der ehemalige Zugang, der augenscheinlich mit dem kleinen inneren Stichwall (bis zu 4 m breit und 0,6 m hoch) südl. des NW-Endes in Zusammenhang steht. Im Westen zur Niederung hin dagegen nur ein ca. 1 m hoher Randwall bzw. eine natürliche Böschung, die ca. 1 m ansteigt. | 36266778 |      |

## Sehnsen

### Sehnsen 21
- ID:38734884
- Gruppe von ehemals 11 Grabhügeln, bereits 1928 beschrieben. Erhaltene Grabhügel sind 16 – 22 m groß und bis zu 1,5 m hoch.

| Lage                       | Bezeichnung | Beschreibung                                                                                                | ID       | Bild |
| -------------------------- | ----------- | --- | -------- | ---- |
| 52° 32′ 28″ N, 9° 0′ 38″ O | Sehnsen 21  | Durchmesser ca. 21 m und Höhe ca. 1 m, annähernd rund, von Waldweg in Richtung Nordost-Südwest überquert.   | 36298754 | BW   |
| 52° 32′ 30″ N, 9° 0′ 38″ O | Sehnsen 22  | Durchmesser ca. 20 m und Höhe ca. 1,1 m, annähernd rund, über Ost-Rand ein Waldweg.                         | 36298833 | BW   |
| 52° 32′ 33″ N, 9° 0′ 43″ O | Sehnsen 23  | Durchmesser ca. 18 m und Höhe ca. 1 m, große Ausgrabung im Zentrum, nach einer Seite (Nordwesten) geöffnet. | 36298942 | BW   |
| 52° 32′ 34″ N, 9° 0′ 45″ O | Sehnsen 24  | Durchmesser ca. 16 m und Höhe ca. 1 m, alter heute weitgehend zugewachsener Kopfstich.                      | 36299027 | BW   |
| 52° 32′ 34″ N, 9° 0′ 48″ O | Sehnsen 25  | Durchmesser ca. 20 m und Höhe ca. 1 m, alter Kopfstich.                                                     | 36299072 | BW   |
| 52° 32′ 35″ N, 9° 0′ 47″ O | Sehnsen 26  | Durchmesser ca. 18 m und Höhe ca. 1 m. Am Rande durch Sandentnahme gestört.                                 | 36299203 | BW   |
| 52° 32′ 35″ N, 9° 0′ 45″ O | Sehnsen 27  | Durchmesser ca. 18 m und Höhe ca. 1 m.                                                                      | 36299248 | BW   |

## Steyerberg
| Lage                       | Bezeichnung               | Beschreibung | ID       | Bild           |
| -------------------------- | ------------------------- | --- | -------- | -------------- |
| 52° 34′ 18″ N, 9° 0′ 37″ O | Steyerberg 2, Steyerburg  | Bestehend aus Kernburg (Hügel). Östlich des Hügels sind noch zwei über 10 m tiefe Bodeneinschnitte erhalten, bei denen es sich wohl um die ehemaligen Burggräben handelt. In der 2. Hälfte des 18. Jhs. sollen noch Wallreste am Hochufer der Aue vorhanden gewesen sein. Ungefähr 150 m nordnordwestlich der Kernburg sollen früher Grundmauern einer Befestigungsanlage zum Vorschein gekommen sein. Ungefähr 100 m östlich am oberen Südhang ein künstliches Plateau zwischen zwei Gräben.                                                            | 36284940 | Weitere Bilder |
| 52° 35′ 56″ N, 9° 1′ 20″ O | Steyerberg 13, Wegesperre | Landwehrartiger Wall, annähernd in Richtung Nord-Süd verlaufend. Länge ca. 180 m, Breite Br. 4 – 5 m, H. bis ca. 0,8 m. Liegt außerhalb des Verlaufes der modernen Nutzungsgrenzen, in Blatt 52 der Kurhann. LA von 1771 ist hier eine Heidefläche mit wenigen Wegen verzeichnet. Bedeutung unklar. Etwa 150 m östlich verläuft ein Wegespurenbündel parallel zum Wall, ca. 300 m südlich verläuft ein Wegespurenbüdel quer zum Wall, dort ist der Wall allerdings nicht mehr vorhanden. Die Interpretation als Landwehr/Wegesperre erscheint plausibel. | 36285695 | BW             |
| 52° 33′ 43″ N, 9° 2′ 15″ O | Steyerberg 64, Grabhügel  | Durchmesser ca. 20 m und Höhe ca. 1,2 m, ebenmäßig gewölbt, Rand schwach abgesetzt; außer geringfügiger Sandentnahme am Nord-Rand keine Störung. | 36290184 | BW             |
| 52° 34′ 31″ N, 9° 1′ 20″ O | Steyerberg 66, Grabhügel  | Durchmesser ca. 15 m und Höhe ca. 1,5 m. | 36290266 | BW             |
| 52° 34′ 31″ N, 9° 1′ 15″ O | Steyerberg 67, Grabhügel  | Durchmesser ca. 20 m und Höhe ca. 1,7 m, Ostteil im Zuge des Straßenbaus zu 50 % abgegraben. | 36290354 | BW             |

### Steyerberg 16
- ID:38737294
- Grabhügelfeld.

| Lage                       | Bezeichnung   | Beschreibung | ID       | Bild |
| -------------------------- | ------------- | --- | -------- | ---- |
| 52° 35′ 32″ N, 9° 1′ 24″ O | Steyerberg 16 | Durchmesser ca. 11 m und Höhe ca. 0,4 m, flach mit weiterer Abflachung zur Mitte hin, Rand allmählich auslaufend, nach Norden flach auslaufend.                      | 36285787 | BW   |
| 52° 35′ 31″ N, 9° 2′ 13″ O | Steyerberg 17 | Durchmesser ca. 9 m und Höhe ca. 0,4 m, flache Einsenkung in der Mitte, Rand sanft auslaufend.                                                                       | 36285802 | BW   |
| 52° 35′ 31″ N, 9° 2′ 15″ O | Steyerberg 18 | Durchmesser ca. 16 m und Höhe ca. 0,9 m, ebenmäßig gewölbt, Rand abgesetzt, Kaninchenlöcher und alte Einsenkungen, sonst keine Störungen.                            | 36285817 | BW   |
| 52° 35′ 29″ N, 9° 2′ 21″ O | Steyerberg 19 | Größe ca. 13 × 11 m und Höhe ca. 0,7 m, annähernd oval, in der Mitte abgeflacht mit alten und neueren Einsenkungen (vom Windbruch 1972), Rand allmählich auslaufend. | 36285848 | BW   |
| 52° 35′ 28″ N, 9° 2′ 21″ O | Steyerberg 20 | Durchmesser ca. 14 m und Höhe ca. 0,7 m, in der Mitte weit abgeflacht mit alten und neueren Einsenkungen (Windbruch 1972), Rand abgesetzt.                           | 36285863 | BW   |

### Steyerberg 49
- ID:50740846
- Grabhügelfeld.

| Lage                       | Bezeichnung    | Beschreibung                                                               | ID       | Bild |
| -------------------------- | -------------- | -------------------------------------------------------------------------- | -------- | ---- |
| 52° 34′ 41″ N, 9° 2′ 41″ O | Steyerberg 49  | Durchmesser ca. 16 m und Höhe ca. 0,8 m, annähernd rund.                   | 37871464 | BW   |
| 52° 34′ 40″ N, 9° 2′ 37″ O | Steyerberg 78  | Durchmesser ca. 10 m und Höhe ca. 0,6 m, annähernd rund.                   | 36292145 | BW   |
| 52° 34′ 42″ N, 9° 2′ 45″ O | Steyerberg 119 | Durchmesser ca. 8 m und Höhe ca. 0,5 m, rund. Am Südrand ein Holzrückeweg. | 49226665 | BW   |

### Steyerberg 92
- ID:50740824
- Grabhügelfeld.

| Lage                       | Bezeichnung    | Beschreibung | ID       | Bild |
| -------------------------- | -------------- | --- | -------- | ---- |
| 52° 35′ 24″ N, 9° 2′ 12″ O | Steyerberg 92  | Durchmesser ca. 12 m und Höhe ca. 0,7 m, ebenmäßig, flach gewölbt, Rand sanft auslaufend, ohne Störung.                            | 36293313 | BW   |
| 52° 35′ 23″ N, 9° 1′ 23″ O | Steyerberg 110 | Durchmesser ca. 12 m und Höhe ca. 0,7 m, annähernd rund.                                                                           | 38508077 | BW   |
| 52° 35′ 19″ N, 9° 1′ 24″ O | Steyerberg 120 | Durchmesser ca. 14 m und Höhe ca. 0,5 m. Ränder nicht abgesetzt. Eingrabung im Südwesten, mit Plastikfolien und Stöckern verfüllt. | 49873804 | BW   |

## Wellie
| Lage                       | Bezeichnung            | Beschreibung                                                                          | ID       | Bild |
| -------------------------- | ---------------------- | ------------------------------------------------------------------------------------- | -------- | ---- |
| 52° 34′ 57″ N, 9° 4′ 42″ O | Wellie 29, Grenzanlage | Durchmesser ca. 11 m und Höhe ca. 0,4 m, westliches Viertel abgetragen, Einkuhlungen. | 38256923 | BW   |